# Vera Inber
Vera Mijáilovna Ínber, de soltera  Shpentser (en ruso,  Ве́ра Миха́йловна И́нбер; Odesa,  10 de julio de 1890-Moscú, Unión Soviética, 11 de noviembre de 1972), fue una poeta y traductora ucraniana inicialmente constructivista, pero que evolucionó hacia la denuncia social. Entre sus obras, están  El objetivo y la vía, Carnet de ruta, Meridiano de Púlkovo...

## Biografía
Su padre Moshé Shpentser era propietario de la editorial científica "Matemátika" y era sobrino de la madre de León Trotski, quien vivió en casa del padre de Vera, con ella y su esposa cuando Vera era bebé. Y su madre era la directora de una escuela para niñas, profesora de lengua y literatura rusa Fanny Solomónovna Shpentser (de soltera Grinberg).
Ínber comenzó a estudiar Historia y Filosofía en Odesa y en 1910, publicó sus poemas en diarios locales. Entre 1910 y 1914, vivió en París y Suiza, luego volvió a Moscú donde trabajó como periodista, escribiendo prosa, artículos y ensayos, y viajando por todo el país y el extranjero.
Durante la Segunda Guerra Mundial, se estableció en Leningrado donde su marido, el médico Ilyá Davýdovich Strashún, trabajó como director médico. Gran parte de su poesía y prosa de aquellos tiempos está dedicada a la vida y la resistencia de los ciudadanos soviéticos.
En 1924-1926, vivió en París, Bruselas y Berlín como corresponsal de periódicos de Moscú. En 1926, se publicó su primera colección de cuentos.
Ínber tradujo al ruso a poetas extranjeros como Paul Éluard y Sándor Petőfi, así como a los poetas ucranianos Tarás Shevchenko y Maksym Rylsky.

## Premios
En 1939, fue condecorada con la Orden de la Insignia de Honor.
Recibió varios premios por su obra poética como el Premio Stalin, en 1946, por su poema Meridiano de Púlkovo. También recibió varias medallas.

## Colecciones y obras seleccionadas
- Colección de poemas "Vino triste" (1914)
- Colección de poemas "Delicia amarga" (1917)
- Colección de poemas "Palabras perecederas" (1922)
- Colección de poemas "El Propósito y el Camino" (1925)
- Cuentos "Una ecuación con una incógnita" (1926)
- Colección de poemas "El niño con pecas" (1926)
- Cuentos "El cazador de cometas" (1927)
- Colección de poemas "Al hijo que no existe" (1927)
- "Así empieza el día"
- Colección de poemas "Poemas seleccionados" (1933)
- Notas de viaje "América en París" (1928)
- Autobiografía "Un lugar en el sol" (1928)
- Colección de poemas "En un tono bajo" (1932)
- Comedia en verso "La unión de las madres" (1938)
- Poema "Diario de viaje" (1939)
- Poema "Ovidio" (1939)
- Poema "Primavera en Samarcanda" (1940)
- Colección de poemas "El alma de Leningrado" (1942)
- Poema "Meridiano de Púlkovo" (1943)
- Diario "Casi tres años" (1946)
- Ensayos "Tres semanas en Irán" (1946)
- Colección de poemas "El camino del agua" (1951)
- El libro "Cómo yo era pequeño" (1954)
- Artículos "Inspiración y Maestría" (1957)
- "Abril" (1960)
- Colección de poemas "El libro y el corazón" (1961)
- El libro "Páginas de días dando vueltas" (1967)
- Colección de poemas "Cuestionario de tiempo" (1971)